# Dempsey Bryk
Dempsey Bryk, né le 29 août 1996 à New York, est un acteur américain-canadien. Il est connu pour son rôle d'Airk Tanthalos dans Willow.

## Biographie
Bryk est né à New York, de Greg Bryk et Danielle Nicholas Bryk. Il a deux frères et sœurs plus jeunes, Billy Bryk (en) et Ella Bryk.

## Filmographie

### Cinéma
- 2019 : The Silence : Rob
- 2020 : Marlene : Steven
- 2022 : The Fight Machine : Rob Tully
- 2024 : Ordinary Angels : Derek
- 2025 : The Snare : Marty

### Télévision
- 2017 : Mary Kills People : Tristan Avery
- 2017 : Saving Hope : Au-delà de la médecine (Saving Hope) : Joseph Woods
- 2017 : Black Mirror : Cal
- 2017–2019 : Heartland : Wyatt McMurty
- 2018 : Ransom : Danny Ferguson
- 2019 : Jett : Orlando
- 2019 : Timeline : Brian
- 2019 : V Wars : Brock
- 2019–2021 : The Birch : Thurston Polk
- 2021 : Hudson et Rex (Hudson & Rex) : Marksamus Sanford
- 2021–2022 : Coroner : Caleb Browning
- 2022–2023 : Willow : Airk Tanthalos
- 2025 : Saint-Pierre : Tristan
- 2025 : Going Dutch : Private Anthony 'BA' Chapman
- 2025 : Nous les menteurs (We Were Liars) : Ebon